# Gantömörín Dašdavá
Gantömörín Dašdavá nebo Dašdavá Gantömör (* 8. ledna 1981 Ulánbátar) je bývalý mongolský zápasník – judista a sambista.

## Sportovní kariéra
S sambem/judem začínal ve 13 letech v rodném Ulánbátaru. Připravoval se ve sportovním centru mongolské pohraniční policie Chilčin. V mongolské samibistické a judistické reprezentaci se pohyboval od roku 2001 v pololehké váze do 66 (68) kg. V roce 2004 startoval v judu na olympijských hrách v Athénách, kde nestačil ve druhém kole na pozdějšího vítěze Japonce Masata Učišibu. Od roku 2005 přestoupil do lehké váhové kategorie do 73 kg, ve které se dva roky na mezinárodní scéně neukazoval. V roce 2008 se do mongolské reprezentace vrátil a vybojoval nominaci na olympijské hry v Pekingu na úkor Ňam Očira. V Pekingu postoupil do čtvrtfinále, ve kterém prohrál na ippon technikou uči-mata s Íráncem Alí Malúmátem. Sportovní kariéru ukončil v roce 2012 potom co se neprosazoval v polostřední váze do 81 kg.

## Výsledky

### Judo
| Turnaj            | 2002           | 2003           | 2004           | 2005       | 2006       | 2007       | 2008       | 2009 |
| Turnaj            | 21             | 22             | 23             | 24         | 25         | 26         | 27         | 28   |
| Turnaj            | pololehká váha | pololehká váha | pololehká váha | lehká váha | lehká váha | lehká váha | lehká váha |      |
| ----------------- | -------------- | -------------- | -------------- | ---------- | ---------- | ---------- | ---------- | ---- |
| Olympijské hry    |                |                | úč.            |            |            |            | úč.        |      |
| Mistrovství světa |                | úč.            |                | úč.        |            | —          |            | —    |
| Asijské hry       | 3.             |                |                |            | —          |            |            |      |
| Mistrovství Asie  |                | 2.             | 2.             | —          |            | —          | 3.         | 5.   |
| Univerziáda       |                | úč.            |                |            |            | —          |            |      |

### Sambo
| Turnaj            | 2003 | 2004 | 2005 | 2006 | 2007 | 2008 | 2009 |
| Turnaj            | 22   | 23   | 24   | 25   | 26   | 27   | 28   |
| Turnaj            | -68  | -68  | -74  | -74  | -74  | -74  | -82  |
| ----------------- | ---- | ---- | ---- | ---- | ---- | ---- | ---- |
| Mistrovství světa | 2.   | 5.   | ?    | —    | 2.   | —    | úč.  |